# Hunter (album)
Hunter je třetí studiové album anglické zpěvačky Anny Calvi. Vydáno bylo 31. srpna roku 2018 společností Domino Records. Produkoval jej Nick Launay. Deska byla nahrána v Londýně a v Los Angeles a dále se na ní podíleli multiinstrumentalistka Mally Harpaz a bubeník Alex Thomas, stejně jako hostující Adrian Utley a Martyn P. Casey. Jde o první dlouhohrající desku zpěvačky od roku 2013, kdy uvedla One Breath. K písni „Don’t Beat the Girl Out of My Boy“, která byla představena počátkem června 2018, byl natočen také videoklip, který režíroval William Kennedy. Album bylo nominováno na cenu Mercury Prize.

## Seznam skladeb
1. As a Man
2. Hunter
3. Don’t Beat the Girl Out of My Boy
4. Indies or Paradise
5. Swimming Pool
6. Alpha
7. Chain
8. Wish
9. Away
10. Eden

## Obsazení
- Anna Calvi – zpěv, kytara, baskytara, perkuse, klavír, syntezátor
- Mally Harpaz – zvonkohra, perkuse, klavír, vibrafon
- Alex Thomas – bicí, perkuse, tympány
- Martyn P. Casey – baskytara
- Adrian Utley – klávesy, mellotron, syntezátor, e-bow
- Ming Vauz – efekty, baskytara, syntezátor
- Vicky Matthews – violoncello
- Gillian Rivers – viola, housle
- Rachel Robson – viola
- Ellie Stanford – housle
- Fiona Brice – housle